# Юбері
Юбері́ (рос. Юбери) — присілок у складі Сюмсинського району Удмуртії, Росія.
Населення — 118 осіб (2010; 158 в 2002).
Національний склад (2002):
- росіяни — 75 %

## Урбаноніми[3]
- вулиці — Нова, Польова, Юберинська